# Olivier Abel
Pour les articles homonymes, voir Abel (homonymie).
Olivier Abel, né le 15 mai 1953 à Toulouse, est un philosophe français, professeur émérite de philosophie et d'éthique à la faculté de théologie protestante de Montpellier.

## Biographie
Olivier Abel est le fils du pasteur Jean Abel et de Guillemette de Saint-Blanquat. La famille réside jusqu’en 1965 en Ardèche, puis à Châtenay-Malabry dans les Hauts-de-Seine, où son père développe la paroisse de Robinson,. C'est là qu'il noue ses premiers liens avec le philosophe protestant Paul Ricœur.
De 1972 à 1975, il étudie la philosophie à l'université de Montpellier, à l’école de la phénoménologie avec Denise Souche et Michel Henry. De 1975 à 1978, il poursuit ses études à l'université de Paris-Nanterre auprès de Paul Ricœur et d'Emmanuel Lévinas. De ses deux professeurs, il retient particulièrement la poétique et la philosophie du langage. Il réalise une maîtrise sur « La fonction imaginaire de la parole », avec Paul Ricœur. En 1978, il soutient un DEA sous la direction conjointe de Paul Ricœur et d'Emmanuel Lévinas, intitulée « La passivité selon Husserl ».
De 1978 à 1979, il enseigne la philosophie au lycée de Bongor, au Tchad, en tant que volontaire du service national. De 1979 à 1980, il enseigne à Montpellier, puis de 1980 à 1984 au lycée de Galatasaray d'Istanbul, en Turquie.
En 1983, il soutient sa thèse de doctorat de philosophie sous la direction de Paul Ricœur sur « Le Statut phénoménologique de la rêverie chez Gaston Bachelard », à l'université Paris-Nanterre. En janvier 2000, il soutient un mémoire d'habilitation en philosophie intitulé « L'Intervalle du temps éthique entre le courage et le pardon », à l'université d'Amiens.
De 1984 à 2014, il est professeur à la faculté de théologie protestante de Paris, dont il est doyen de 1988 à 1990. En 2014, il devient professeur à la faculté de théologie protestante de Montpellier,.
En 2018, il est élu membre de l'Académie de Nîmes au fauteuil de Jacques Galtier,. Il devient membre non résidant en 2025.

## Prises de position politiques
Avant le second tour de l'élection présidentielle de 2017, Olivier Abel publie dans La Croix un texte dans lequel il expose trois raisons qui le conduisent, en fidélité à la philosophie de Paul Ricoeur, à voter pour Emmanuel Macron. Le 1er septembre 2020, dans la revue en ligne AOC, il fait un retour critique sur ce texte après plus de 3 années d'exercice du pouvoir par Emmanuel Macron.
Le mercredi 9 juin 2021, après la suppression de l'Observatoire de la laïcité par le Premier ministre Jean Castex et à la suite d'une annonce en ce sens de Marlène Schiappa, Olivier Abel publie dans le journal Le Monde, aux côtés de Jean-Louis Bianco, Nicolas Cadène, Michel Wieviorka, Jean Baubérot, Dounia Bouzar, Valentine Zuber, Nilüfer Göle, Daniel Maximin, Philippe Portier, Stéphanie Hennette-Vauchez, Radia Bakkouch et Jean-Marc Schiappa, une tribune annonçant la création d'un organisme « indépendant et citoyen » intitulé « Vigie de la laïcité », avec pour objectif d'« apporter une expertise fondée sur la raison, la connaissance et le débat critique »,.

## Publications
- La Justification de l'Europe, Genève, Labor et Fides, coll. « Entrée Libre » (no 24), 1992, rééd. 2018 (ISBN 978-2-8309-0682-0)
- avec Mohammed Arkoun et Şerif Mardin, Avrupa'da etik, din, ve laiklik, Istanbul, Metis, 1995, 79 p. (ISBN 978-975-342-064-8)
- Paul Ricœur : la promesse et la règle, Paris, Michalon, coll. « Le bien commun », 1996, 125 p. (ISBN 978-2-84186-027-2)
- L'Éthique interrogative : Herméneutique et problématologie de notre condition langagière, Paris, PUF, coll. « L'interrogation philosophique », 2000 (ISBN 978-2-13-050806-9)
- De l'Amour des ennemis : et autres méditations sur la guerre et la politique, Paris, Albin Michel, 2002 (ISBN 978-2-226-13277-2)
- Le Mariage a-t-il encore un avenir ?, Paris, Bayard], coll. « Le temps d’une question », 2005, 165 p. (ISBN 978-2-227-47484-0)
- La Conversation  (ill. Anne Simon), Paris, Gallimard, coll. « Chouette ! Penser », 2006, 67 p. (ISBN 978-2-07-057051-5)
- avec Jérôme Porée, « Vocabulaire de Paul Ricœur », dans Jean-Pierre Zarader, Le Vocabulaire des philosophes, Ellipses, 2006 (ISBN 2729831657).
- Le Oui de Paul Ricœur  (ill. Eunhwa Lee), Paris, Les petits Platons, coll. « Articles sans C », 2010, 63 p. (ISBN 978-2-36165-016-2)
- (dir.) Jean Calvin et Thomas Hobbes: naissance de la modernité politique, avec Pierre-François Moreau & Dominique Weber, Labor et Fides, 2013.
- Le Vertige de L'Europe, Genève, Labor et Fides, 2019  (ISBN 978-2-8309-1689-8).
- Avec Jean Matouk, L'Europe et le destin de la démocratie, Brignon, La Fenestrelle, 2019  (ISBN 978-2-37871-037-8).
- De l'humiliation : Le nouveau poison de notre société, Les Liens qui libèrent, 2022, 224 p. (ISBN 979-10-209-0977-0)[16],[17].
- La naissance, qu'est-ce que ça change?, Genève, Labor et Fides, 2024  (ISBN 978-2-8309-1851-9)